# Vit hattmurkla
Vit hattmurkla (Helvella crispa) är en svampart som först beskrevs av Giovanni Antonio Scopoli 1772, och fick sitt nu gällande namn av Elias Fries 1822. Vit hattmurkla tillhör de svampar som brukar kallas murklor och ingår i divisionen sporsäcksvampar, ordningen skålsvampar, familjen Helvellaceae och släktet hattmurklor (Helvella).
Ursprungligen beskrevs arten från Europa, men senare fördes även morfologiskt liknande svampar från Asien och Nordamerika in under taxonet. DNA-studier har dock visat på att den morfologiska arttolkningen är ett så kallat kollektivtaxon. Därför kan taxonet Helvella crispa beskrivas i vid bemärkelse (sensu lato) som Helvella crispa s. lat. eller i strikt bemärkelse (sensu stricto) som Helvella crispa s. str. accepterat som Helvella crispa (Scop.) Fr., nom.sanct. Beskrivningar av nya arter ur Helvella crispa-komplexet har skett under 2010-talet, bland annat flera från Kina (2015). Från Gotland har några insamlade exemplar ansetts kunna nå artstatus under namnet Helvella leucophaea (Battarra) Pers. (2017).
Vit hattmurkla förekommer i Sverige i ädellövskog, parker och trädgårdar i de södra och mellersta delarna av landet. Den är inte speciellt vanlig, men den kan ibland hittas i en större mängd på en plats. Svamparna kommer upp under hösten och kan hittas ensamma eller i grupper. Vanligen växer de bland gräs eller vissna löv. Svampen har ett karaktäristiskt, nästan lite trolskt, utseende, med en sadelformad, oregelbunden lobad och utvikt, krusig hatt (egentligen skål) och en djupt fårad vit fot. Hatten, eller mössan, som skålen också kan kallas, eftersom den sitter på en fot, kan bli upp till 6 cm i diameter. Hattens utsida är luden och gulbrunaktig till färgen. Foten kan bli 8 cm hög och 2,5 cm i diameter. Foten är bredast vid basen och smalnar upp mot hatten.
Bedömningen av vit hattmurklas ätlighet är inkonsekvent. Eftersom svampen innehåller helvellasyra kan den inte ätas rå, då detta orsakar magbesvär (svampförgiftning). En del äldre litteratur listar den dock som ätlig efter avkokning, men andra rekommenderar att den undviks. Helvellasyra är som gyromitrin, det gift som finns hos bland annat stenmurkla, visserligen vattenlöslig, men samtidigt termostabil. Avkokning innebär därför att en del försvinner, men det går inte säga att allt är helt förstört eller borta. Vit hattmurkla anses som många andra hattmurklor i släktet Helvella inte heller vara varken av särskilt bra kvalitet kulinariskt sett eller särskilt god.

## Galleri

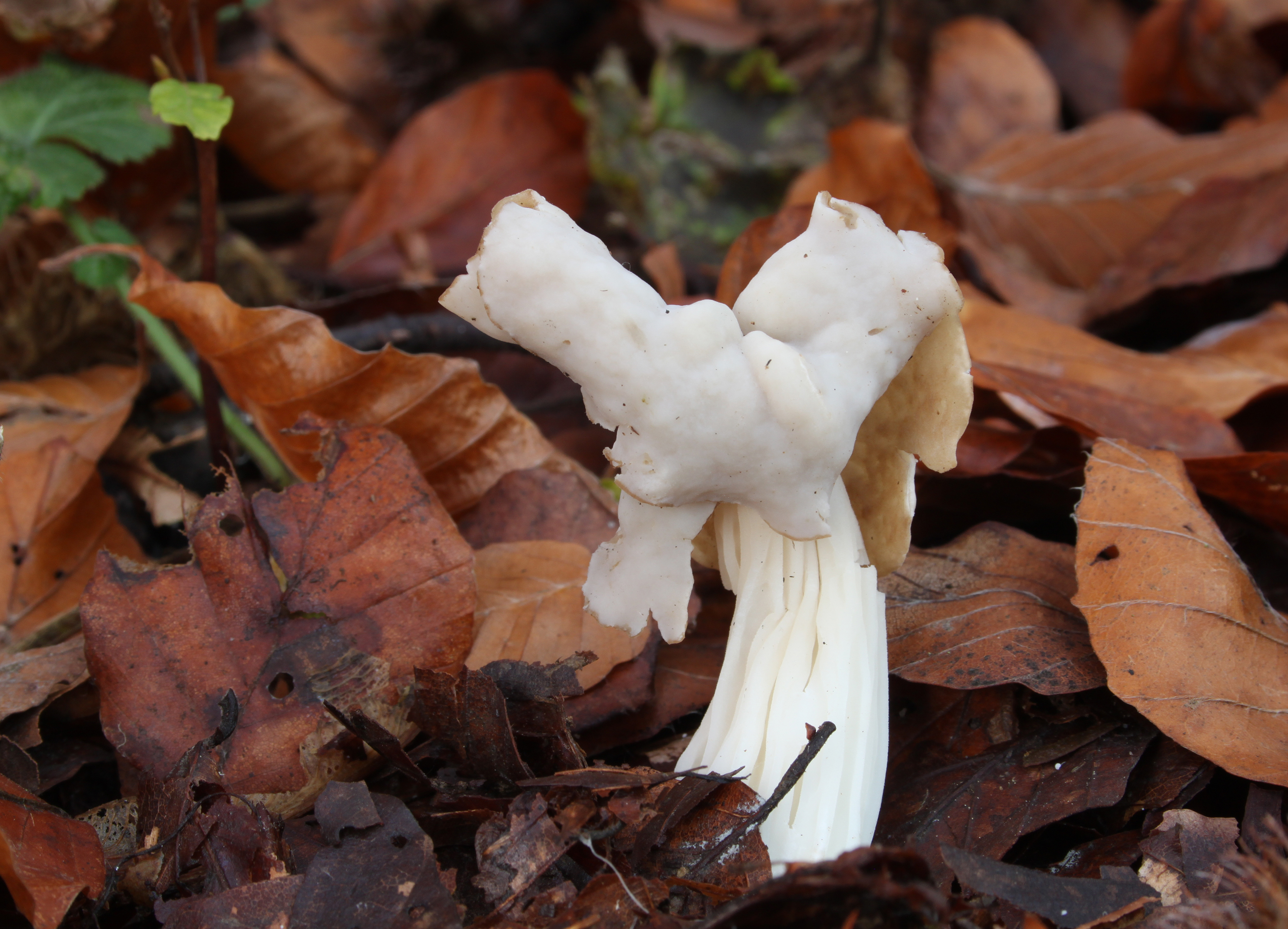
Ung svamp (med avseende på fruktkroppen) i en skog i Tyskland.
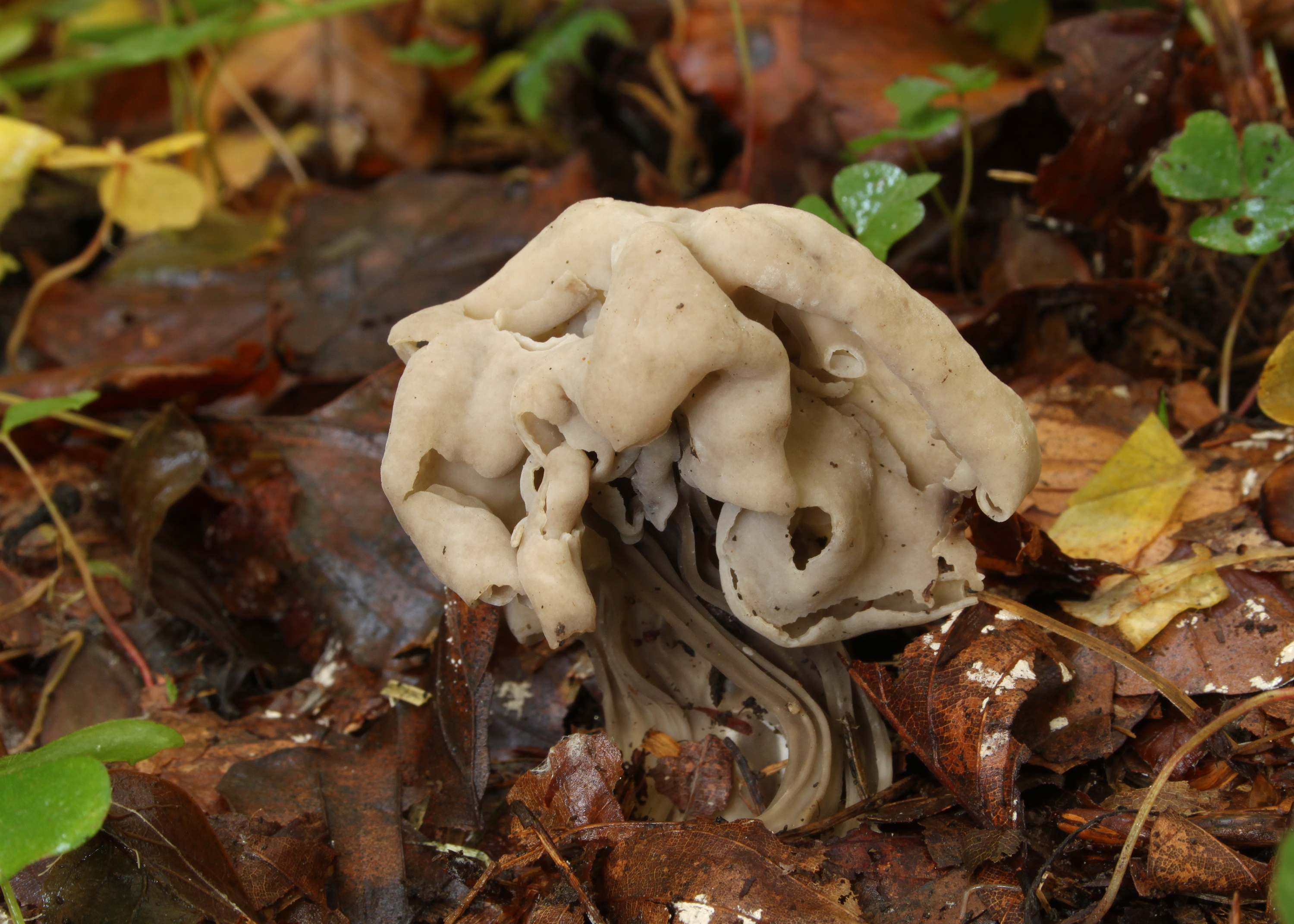
Äldre svamp (fruktkropp) i samma skog.
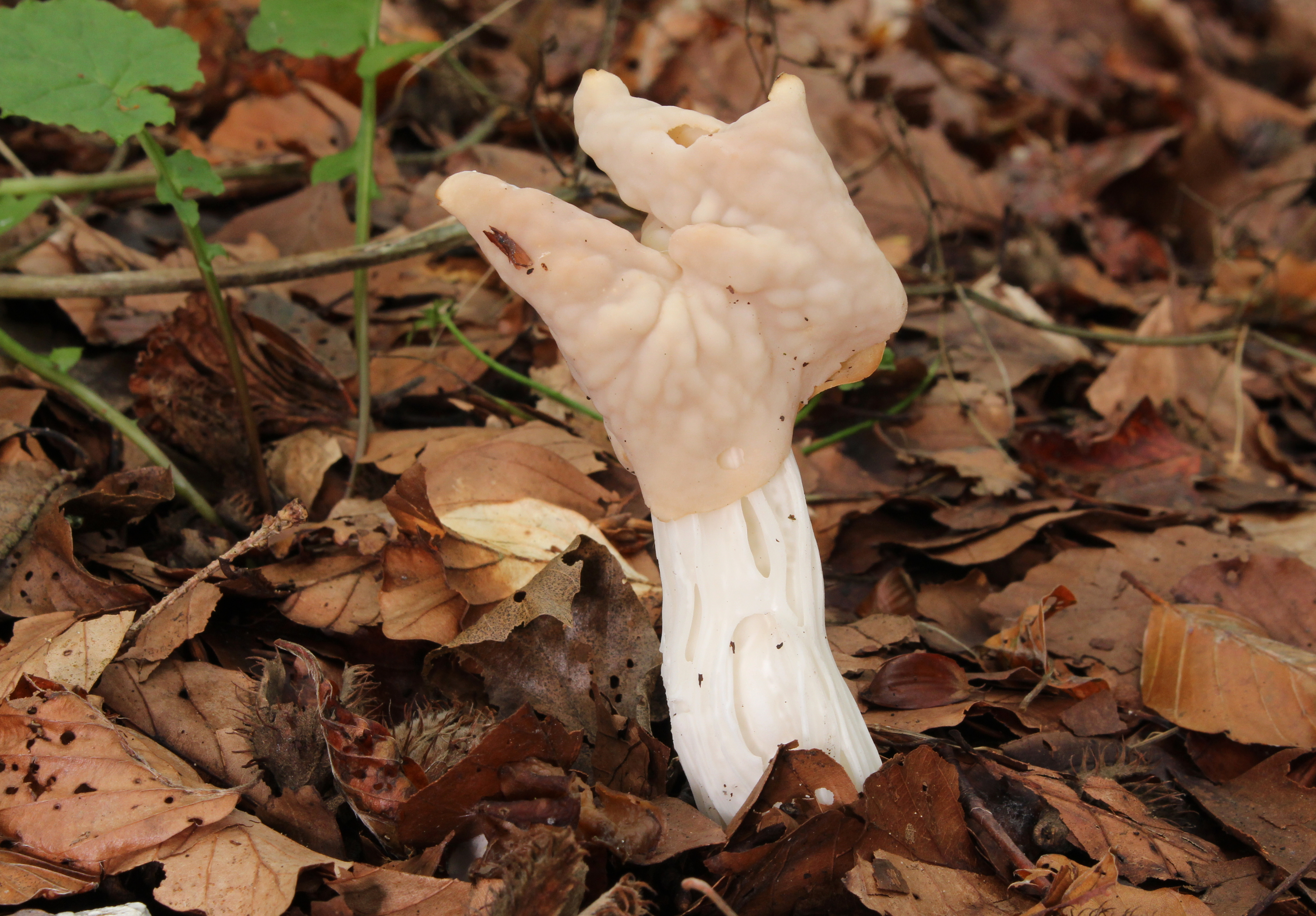
Ett annat exempel från samma skog.
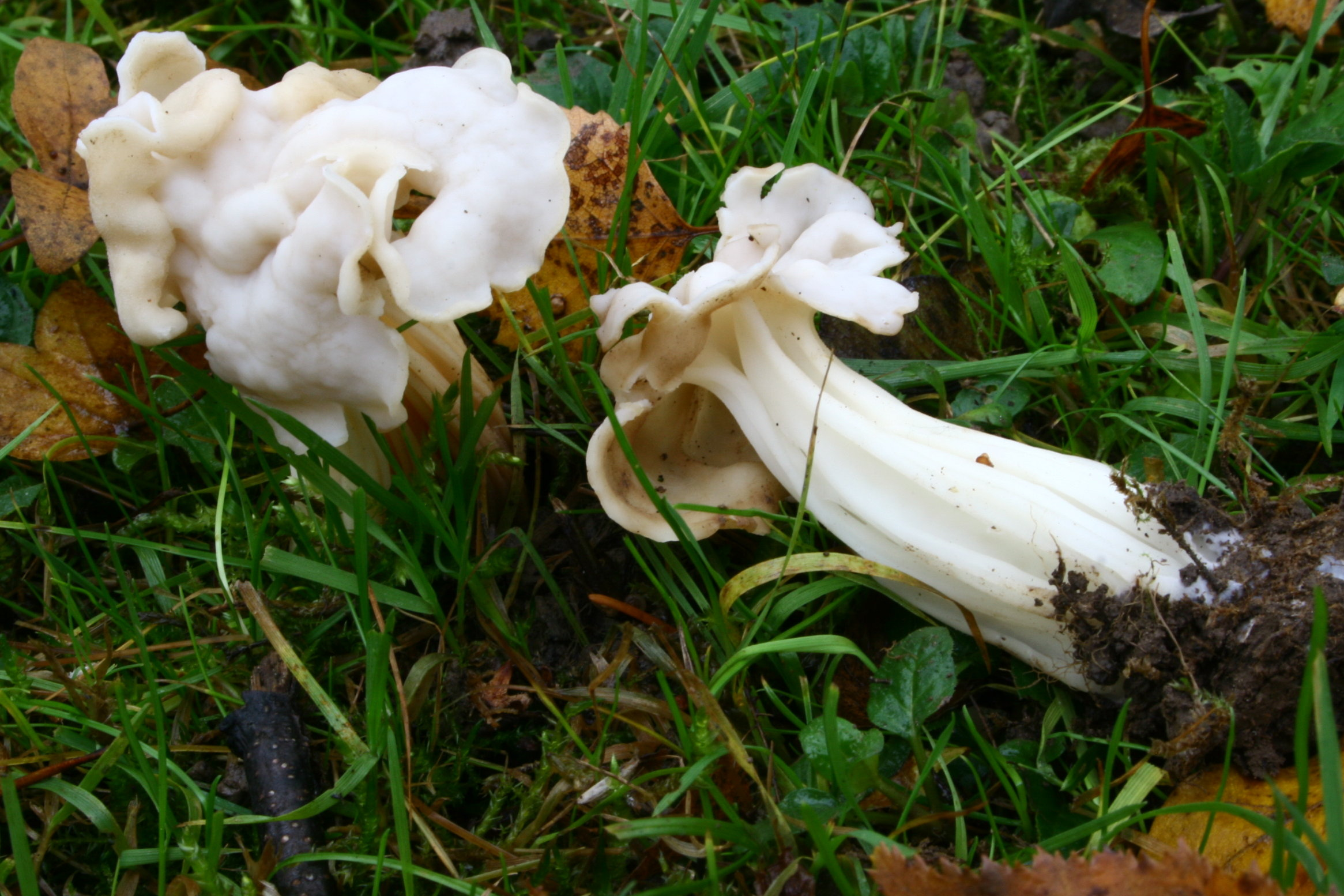
Unga fruktkroppar som växer i gräs från Frankrike.